# 上尾宿 (大字)
上尾宿（あげおじゅく）は、埼玉県上尾市の大字。郵便番号は362-0012。
市の統計などでは上尾地区で分類されている。名前が示す通り江戸期に中山道の宿駅である上尾宿が置かれていた。また、上尾村とともに上尾の起源であり、古くは上尾の商業や行政の中心地でもあった。

## 地理
埼玉県の中央地域（県央地域）で、上尾市東部の芝川の左岸側沿いに南北に分布する大宮台地上に位置する。河川などの水域は地内には皆無である。
町域の東側を大字平塚、南側を二ツ宮、北側を西側から北側にかけて大字上尾村と隣接する。地区のすぐ西側に飛地がある。全域が市街化区域（準工業地域・特別用途地区）であり、地内は北部に物流センターなどの商業施設があるが、それ以外は生産緑地地区の農地（畑）と住宅地が混在し、飛地は全域が学校施設の校地である。南部を中心に住宅が立ち並び、徐々にであるがベッドタウン化が進行しており、平成初頭と比べ人口が増加している。
上尾市の市制施行当時は上尾地区の東半分である、西側は概ね高崎線から、南側は大宮市の市境から、東側は平塚や原市の境界までの南北にやや長い概ね矩形の形をした広大な地域一帯が上尾宿およびその関連大字の上尾村や上尾下で、それらの境界線が複雑に錯綜し、大小多数の飛地が存在していたが、宿場や旧役所があった上尾宿の中心地は市制施行後の相次ぐ住居表示の実施により仲町や宮本町などの新たな地名となり、その面積を一気に縮小、21世紀初頭ではかつての街道筋から大きく外れた郊外にその残部が存続しているに過ぎない。
飛地に縄文時代後期の集落遺跡である向原遺跡（県遺跡番号：14-156）が発見され、加曾利E式の縄文土器片が検出されている。

## 歴史
もとは江戸時代初期より存在した武蔵国足立郡上尾領に属する上尾町であった。古くは戦国期より見出せる郷村の上尾郷（あげをのごう）であった。その後原宿（原市とも）が分離して上尾町になり、延宝年間（1673年〜1681年）頃に旗本3氏の所領の関係で、上尾町から上尾村（上尾上村）や上尾下村が分村し、その後上尾町から上尾宿と称するようになった。村高は村高は正保年間の『武蔵田園簿』では上尾町として1102石余（田398石余、畑703石余）、『元禄郷帳』では上尾町として739石余、『天保郷帳』では上尾宿として619石余であった。化政期の戸数は170軒で、村（宿）の規模は東西15町、南北30町であった。上尾下村内に飛地を領していた。また、上尾村の纏まった飛地が上尾宿のうちの現在の上町の辺りに存在した。上尾の地名の由来は諸説あるが、河川（鴨川および芝川）に挟まれた尾根状の台地の上にある田であると解されている。地内は起伏が極めて緩く、台地と中央を南北に流れる芝川周辺の低地との境界が不明瞭である。
1880年代は中山道の沿いの街村周辺こそ市街化されているが、そこから少し離れると開墾され畑地が広がり、芝川周辺の低地には帯状に水田も見られた純然たる農村であった。北部は武蔵野の平地林も広がっていた。地目の割合は農地が58.0パーセント（田9.1パーセント、畑48.9パーセント）と大半を占め、山林は30.0パーセント、原野は0.2パーセントで、宅地は7.2パーセントと1割に満たなかった。なお、残り4.6パーセントは雑種地である。1875年（明治8年）の農業産物高は武蔵国郡村誌によると米126石、大麦750石、小麦300石、大豆140、小豆35石、栗150石、稗5石、甘藷15000貫、里芋10000貫であった。
1950年代は市街地が国道17号大宮バイパスの辺りまで広がり山林が大きく減少、畑や山林だった場所に1944年（昭和19年）の大日本機械工業（現在の横浜ゴム上尾物流センターの場所）を初め、1953年（昭和28年）の東邦レース（後にコーセー上尾事業所となり、現在はイオンモール上尾の場所となる）などの工場の進出も目立つようになった。
- はじめは旗本西尾氏の知行[6][18]、後に原市藩が立藩され原市藩領となる。
- 1602年（慶長7年）より五街道のひとつの中山道が地内に整備され、中山道69宿のひとつの上尾宿が整備し直された[19]。
- 1618年（元和4年）に西尾氏の移封により上知され幕府領となる。
- 正保年間（1645年〜1648年）より知行は旗本伊藤安兵衛氏、伊藤三之丞氏、松下彦兵衛氏の相給となる[6][注釈 8]。なお、検地は1623年（元和9年）に実施。
- 時期不明（延宝年間頃） - 上尾町から上尾村（上尾上村）および上尾下村が分村する[8]。その後上尾町は上尾宿と称するようになる。
- 分村後の上尾町は旗本伊藤安兵衛氏の知行地で[6]、後に上知され幕府領となる。なお、持添新田があり、その検地は 1747年（延享4年）に実施[6]。
- 幕末の時点では足立郡上尾宿であった。知行は幕府領（代官支配地）であった[8][20]。
- 1868年（慶応4年）6月19日 - 旧幕府領が武蔵知県事・山田政則（忍藩士）の管轄となる。
- 1869年（明治2年） 
  - 1月13日 - 武蔵知県事・宮原忠英の管轄区域に大宮県を設置、同県の管轄となる。県庁は東京府馬喰町に置かれる。
  - 9月29日 - 県庁が浦和に置かれ浦和県に改称。
- 1871年（明治4年）11月13日 - 第1次府県統合により埼玉県の管轄となる。
- 1872年（明治5年）
  - 3月 - 大区小区制施行により第十九区に属す[21][18]。1788年（天明8年）設立の郷学機関であった二賢堂跡[22]（氷川鍬神社の西側）に第十九区の区務所が置かれた[12]。なお、宿の役場は1876年（明治9年）までに上尾宿（宿駅）中央の民家にあった[12]。また、桶川宿の警察出張所（後の桶川警察署）管内の第十九区の警察付属屯所（後の大宮警察署 上尾巡査派出所）[注釈 9]が、現在の仲町に当たる本陣跡の場所に置かれる[23]。
  - 7月1日 - 地内の中山道と駅前通りの交差点付近に上尾郵便取扱所（現上尾郵便局）が開設される。
  - 12月 - 地内の真福寺や西蔵院や持明院（何れも新義真言宗、遍照院末）が廃寺となる[24]。
- 1873年（明治6年）5月28日 - 地内の宿場にある本陣を仮用して上尾学校（現上尾市立上尾小学校）を設立する[25]。
- 1879年（明治12年）3月17日 - 郡区町村編制法により成立した北足立郡に属す。郡役所は浦和宿に設置。従来の大区小区制や戸長を廃止し、県より新たな戸長を町村に置く布達をする[26]。
- 1881年（明治14年） - 上尾宿の戸長に金子修造が就任、なお、明治15・6年は白石長左衛門、明治17年は石川新左衛門が就任した[26]。
- 1883年（明治16年）7月28日 - 日本鉄道の第1期線（現高崎線）が開業し、上尾停車場（現、上尾駅）が柏座村に開設され[27]、その関連事業として氷川鍬神社脇に中山道から上尾停車場に通じる停車場新道が建設される[27]。県令へ「新道敷献納願」の提出は1883年（明治16年）6月11日付。ただしこの道路は駅前よりやや南にずれた位置にあった[27]。なお、この通りは現存する。
- 1884年（明治17年）7月14日 - 連合戸長役場制により上尾宿連合が成立、上尾宿に連合戸長役場が設置される[10][18]。上尾宿連合に属した宿村は上尾宿・上尾村・上尾下村・西宮下村・菅谷村・平塚村・南村・久保村・柏座村・谷津村・西門前村。二賢堂跡に連合戸長役場が置かれた[12]。上尾宿連合戸長は不明。
- 1885年（明治18年） - 上尾宿連合戸長に山崎松籟が就任[10]。
- 1886年（明治19年） - 上尾宿連合戸長に清水武吉が就任するが、同年中に小泉村連合戸長で、後に大石村初代村長となる新藤慶之助が就任、両連合を兼任する[10]。
- 1889年（明治22年）4月1日 - 町村制施行に伴い、資力の問題や各宿村の面積が狭小の理由から上尾宿が経済圏として強く結ばれていた上尾村・上尾下村・柏座村・谷津村・春日谷津村と合併し、上尾町が成立、上尾宿は上尾町の大字上尾宿となる。大字上尾村と区別するため上尾村と同様に「宿」を省略することなくそのまま大字名とした。上尾町役場（現、上尾市役所）が上尾宿の二賢堂跡[12]に置かれた[6][11]。なお、上尾町の地名は「上尾」を冠する宿村が三つあったことも理由の一つであるが、合併六ヶ宿村で最も大きく、古くから宿駅で著名であったため、合併宿村のひとつの上尾宿から取った[18][28]。
- 1890年（明治23年）11月1日 - 浦和地方裁判所上尾出張所が開庁する[29]。
- 1901年（明治34年）4月29日 - 上尾宿196番地に「上尾製糸株式会社」が起業する[30]。
- 1928年（昭和3年）4月 - 上尾町役場が上尾宿916番地[31]（現在の上尾市役所の場所）に移転する[11][注釈 10]。
- 1929年（昭和4年）9月 - 埼玉県道133号上尾停車場線の前身である駅前から一直線に中山道に至る幅員5間（約9.1メートル）、長さ37間（約67.3メートル）余の第415号停車場線（上尾駅前道路）[注釈 11]が県の認定を受けたのち[27]、建設される。総工費は当時の金額で6830円であった。開通当時は中山道で突き当りで[27]、現在の市役所方面へ一直線に通じる道路は1964年（昭和39年）まで待たねばならず、それまでは現在の通称旧市役所通り[11]を通る必要があった。
- 1932年（昭和7年）4月25日 - 地内に埼玉県立埼玉学園が浦和町より移転開設される[32][33]。なお、落成式は同年3月5日午前10時半に挙行された[34]。
- 1933年（昭和8年）4月15日 - 農事試験場本場（1950年8月、埼玉県立農業試験場に改称）が浦和町から現在の上尾運動公園の場所に移転開設される[35][36]。
- 1944年（昭和19年） - 地内に「大日本機械工業」（後の大磯ゴム工業や横浜ゴム上尾工場、現、横浜ゴム上尾物流センター）が設立される。上尾五大工場のひとつ[37]。
- 1947年（昭和22年）
- 1948年（昭和23年）5月1日 - 地内に上尾農業協同組合が現在の宮本町14-12の場所（役場の向かい）に設立される[38]。
- 1951年（昭和26年） 
  - 月日不明 - 上尾宿の一部を上平村に編入する。
  - 2月1日 - 上尾町役場が火災で全焼する[12]。当面の間は旧庁舎を使用。
  - 4月6日 - 地内に上尾町立上尾中学校（現上尾市立上尾中学校）が上尾小学校の敷地より移転する。
- 1952年 （昭和27年） - 上尾宿1810番地に「東邦レース」（後にコーセーを経て、現在はイオンモール上尾が立地）が設立される。上尾五大工場のひとつ[37][39]。
- 1953年（昭和28年）3月 - 上尾町役場の庁舎を建て替える[12]。当時は県下一モダンな庁舎とされた。
- 1954年（昭和29年）
  - 5月1日 - 地内の上尾宿924番地[25]に「上尾町立埼玉県立浦和高等学校上尾分校」（定時制。1961年に埼玉県立上尾高等学校に併合され、同校の定時制となる）が設立される。校舎は建設中の上尾小学校分校（後の上尾第二小学校、現上尾市立中央小学校）を間借りした[40]。
  - 12月30日 地内に上尾小学校分校が竣工、翌年1月7日発足する[41][25]。この学校は1956年4月1日に上尾小学校から独立して上尾第二小学校に、翌年6月1日に現在の中央小学校に校名を変更している。
- 1955年（昭和30年）
  - 月日不明 - 上尾町連合消防団（現上尾市消防本部）が結成され[42]、氷川鍬神社の向かいの場所に設置される[11]。
  - 4月1日 - 国庫補助事業により上尾宿911番地の場所に町立上尾保育所が認可される[43][注釈 12]。
  - 11月1日 - 町村合併促進法の施行に伴い、上尾町が平方町・原市町・大石村・大谷村・上平村と合併し、新たな上尾町の大字となる[44]。
- 1958年（昭和33年）7月15日 - 上尾町が市制施行し、上尾市の大字となる。
- 1960年（昭和35年）5月27日 - 大宮警察署上尾警部派出所（現、上尾警察署）が、大字上尾村70番地（現在の上尾市図書館の場所）に移転される[23][11]。
- 1962年（昭和37年）5月1日 - 地内に国道17号大宮バイパスが開通[45]

。
- 1964年（昭和39年）
  - 3月 - 地内に上尾駅東口駅前道路が国道17号（大宮バイパス）まで延長開通され[47]、路線名を「埼玉県道133号上尾停車場線」とする。
  - 4月29日 - 地内の字北ヶ原[注釈 13]に上尾電報電話局（後のNTT 上尾営業所）が開設され、供用を開始する[48]。
- 1965年（昭和40年）
  - 4月1日 - 上尾市消防団本部が大字上尾村80番地（現上町二丁目14-19）に移転する[42]。
  - 7月1日 - 住居表示に関する法律に基づき住居表示（第一次）が実施され[49]、上尾宿の一部の一部が上町一丁目〜二丁目、宮本町、仲町一丁目〜二丁目、愛宕一丁目〜三丁目の各一部となる。これにより対象区域に立地する中山道周辺の商業地、上尾郵便局、上尾小学校、上尾中学校、埼玉県立農業試験場[注釈 14]が上尾宿から外れる。
- 1966年（昭和41年）11月9日 - 上尾市役所の旧庁舎が竣工[46]。
- 1967年（昭和42年）7月1日 - 住居表示に関する法律に基づき住居表示（第三次）が実施され[49]住居表示の実施に伴い、上尾宿の一部が東町一丁目〜三丁目、本町一丁目〜六丁目、緑丘一丁目〜五丁目、日の出二丁目・四丁目の各一部となる。これにより対象区域に立地する上尾市役所や上尾電報電話局が上尾宿から外れる。
- 1970年（昭和45年）8月26日 - 大字上尾宿の一部が大字西門前、南、久保、上尾村の各一部[50]より錦町が成立する[51]。

- 1975年（昭和50年）7月2日 - 上尾宿の一部が西宮下（一丁目〜三丁目）の一部となる[52]。
- 2008年（平成20年）9月13日 - 大字上尾村の一部（字鎌倉橋、二ツ宮、二ツ宮前、山ノ下）より二ツ宮が成立する[53]。これにより地区の南側に二ツ宮が隣接するようになる。

### 存在していた小字
以下小字は大字上尾宿と上尾村の双方に跨って区域が指定されている。
| 小字     | 武蔵国郡村誌 | 新編武蔵風土記稿 |
| -------- | ------------ | ---------------- |
| 吉田     | 吉田         | 吉田             |
| 吉田下   |              |                  |
| 田向     | 田向         |                  |
| 北本村   | 本村         | 本村             |
| 棒山     |              |                  |
| 北ヶ原   |              |                  |
| 向原     | 向原         |                  |
| 中本村   | 本村         | 本村             |
| 堀隅     | 堀隅         |                  |
| 浅間     | 浅間前       |                  |
| 二ツ宮   | 二つ宮       | 二宮             |
| 山ノ下   | 山の下       |                  |
| 南本村   | 本村         | 本村             |
| 道地     | 道地         |                  |
| 元宿     | 下宿         | 下宿             |
| 二ツ宮前 |              |                  |
| 根貝戸   | 根貝戸       | 願戸             |
| 東裏     | 山王         |                  |
| 仲宿     | 中宿         | 中宿             |
| 鎌倉橋   | 鎌倉橋       |                  |
| 日ノ宮   | 日の宮       |                  |
| 片足     | 片足         | 片足             |
| 新橋北   |              |                  |
| 片足前   |              |                  |
| 愛宕     | 愛宕         |                  |
| 南宿     | 上宿         | 上宿             |
| 並木外東 |              |                  |
| 並木外西 |              |                  |
| 新橋南   |              |                  |
| 下上尾   |              |                  |
| 原山     | 原山         |                  |
| 並木西   |              |                  |

※ 『武蔵國郡村誌』には「土手松」、「寺山」、「谷垂」の記載があるが、現在の場所を特定できない。「上原」の記載もあるが、大字柏座および上尾下の飛地の可能性も考えられる。
また、『新編武蔵風土記稿』には「向裏」の記載があるが、未確認である。

## 世帯数と人口
2019年（平成31年）1月1日現在（上尾市発表）の世帯数と人口は以下の通りである。
| 大字   | 世帯数  | 人口  |
| ------ | ------- | ----- |
| 上尾宿 | 136世帯 | 331人 |

なお、1876年（明治9年）の時点では戸数175戸、人口892人で上尾地区六ヶ宿村の人口では最多であった。1884年（明治17年）の時点では戸数208戸、人口959人である。また、大字上尾宿となった1889年（明治22年）の人口は1,025人、1970年（昭和45年）の人口は917人、1990年（平成2年）の時点では世帯数83戸、人口283人で上尾地区の町丁大字別人口では最少であった。上尾市全体でも大字西貝塚に次ぐ人口の少なさである。

## 小・中学校の学区
市立小・中学校に通う場合、学区（校区）は以下の通りとなる。
| 大字   | 番地 | 小学校           | 中学校           |
| ------ | ---- | ---------------- | ---------------- |
| 上尾宿 | 全域 | 上尾市立東小学校 | 上尾市立東中学校 |

## 事業所
2021年（令和3年）現在の経済センサス調査による事業所数と従業員数は以下の通りである。
| 大字   | 事業所数 | 従業員数 |
| ------ | -------- | -------- |
| 上尾宿 | 16事業所 | 516人    |

## 交通

かつては地内を大宮バイパスが通っていた。（市役所付近、1962年）

地区内に鉄道は敷設されていない。最寄り駅は下記バス利用でJR東日本高崎線上尾駅である。

### 道路
地区内に国道、および主要地方道・一般県道は通っていない。地内の路線バスも通る主要な市道に「上尾宿」交差点がある。
なお、地区の東境付近に埼玉県道5号さいたま菖蒲線のバイパス（第二産業道路）の延伸が計画され、2020年現在、上尾蓮田線付近まで工事が進捗している。

### バス
上尾駅東口駅前から平塚住宅方面への路線バスが運行されている。
朝日自動車菖蒲営業所
地区内は「トーハン上尾センター」バス停留所が設置されている。また、地区の北側に少し外れるが、同路線の「向原」バス停留所も設置されている。
上尾市コミュニティバス「ぐるっとくん」
地区内およびその周辺に路線が設定されていないため、バス停留所も存在しない。

## 施設
下記以外にも物流施設や商業施設（スーパーマーケット）もある。また、地内に街区公園や指定緊急避難場所は存在しない。かつては1962年（昭和37年）に移転した日産コンクリート工業もあった。また、かつては地内に氷川鍬神社のほか、明治期に氷川鍬神社に合祀された八幡社や日宮社などがあったが、神社や寺院は存在しない。なお、遍照院（へんじょういん）は上尾宿でなく上尾村の飛地に建立された。
- 埼玉県立埼玉学園 - 児童自立支援施設
  - 上尾市立東中学校向原分校
  - 上尾市立東小学校 向原分教室